# 梅森伯勒 (北卡羅萊納州)
梅森伯勒（英語：Masonboro）是位於美國北卡羅萊納州新漢諾威縣的非建制地區，於2000年完全併入威爾明頓。

## 歷史
梅森伯勒的郵局於1890年設立，其後於1891年停運。

## 地理
梅森伯勒所處的海拔為高於海平面7米（即23英呎），而該地所採用的時區為UTC-5，即北美东部时区（EST）。同時該地設有夏令時間，為UTC-5調快一小時，即UTC-4（EDT）。